# Waldenström (släkt)
Waldenström är en svensk släkt från Bohuslän. 

## Historik
De stammar från kronofogden i Norrvikens fögderi Bengt Månsson (omkring 1637–1712), vars barn tog namnet Waldenström. Från sönerna tullförvaltaren  Anders Bengtsson Waldenström (omkring 1665–1725) och fältbokhållaren Georg Bengtsson Waldenström (omkring 1674–1742) utgår två släktgrenar, som ännu fortlever.
Anders Bengtsson Waldenström hade en son Johan Waldenström (1695–1758), som var kyrkoherde i Ör, idag i Melleruds kommun, och denne hade en son (1720–1780) och en sonson (1752–1825), som bägge hette Anders Waldenström och som var komministrar i Åmål respektive Råggärd. Den senare inleder släktträdet nedan.
Georg Bengtssons ättlingar har varit knutna till Röra socken på Orust, där gården Övre Häröd länge varit i släktens ägo. Även idag (2022) är personer med efternamnet Waldenström bosatta i Röra socken.
Släkten Waldenström finns beskriven i ett genealogiskt arbete Gustaf Frithiof Waldenström från 1903, som är tillgängligt på Internet. Det omfattar dock inte alla med namnet som hade kunnat vara med. I släktträdet hänvisas till tabellnummer i detta arbete. 
Släkten Waldenströms mest kända medlemmar har varit frikyrkoledaren P.P. Waldenström och läkaren Jan Waldenström.

## Släktträd (urval)
Tabellnummer avser Gustaf Frithiof Waldenströms genealogiska arbete.
- Anders Waldenström (1762–1825), komminister i Råggärd
  - Johan Gustaf Waldenström (1793–1841), kontraktsprost (Tabell 2)
    - Gustaf Frithiof Waldenström (1828–1905), militär och järnvägsingenjör, genealog (Tabell 3)
      - Ella Waldenström (1863–1955), teckningslärare, tecknare och konsthantverkare

    - Carl Victor Waldenström (1832–1903), direktör (Tabell 4)
      - Erik Waldenström (1878–1964), bankdirektör[4]
        - Carl Waldenström (1920–1978), arkitekt

  - Erik Magnus Waldenström (1795–1870), läkare
    - A.A. Waldenström (1820–1888), borgmästare och politiker
    - Gustaf Fredrik Waldenström (1825–1912), läkare, Umeå (Tabell 10)[5]
      - Axel Valdemar Waldenström (1872–1936), köpman [6]
        - Nils Waldenström (1905–1998), direktör
        - Gillis Waldenström (1909–1999), bankdirektör och konsul
          - Måns Waldenström (född 1944)
            - Daniel Waldenström (född 1974), nationalekonom och professor

    - Hugo Waldenström (1833–1901), borgmästare
    - P.P. Waldenström (1838–1917), teolog, frikyrkoledare, politiker och författare
      - Johannes Waldenström (1872–1963), advokat
      - Esaias Waldenström (1874–1964), jurist och ämbetsman
        - Paul Birger Waldenström (1913–2004), sjökapten[7]
          - Hans Waldenström (född 1941), språkvårdare och programpresentatör

      - Martin Waldenström (1881–1962), advokat och företagsledare
        - Erland Waldenström (1911–1988), civilingenjör och företagsledare
        - Lars Waldenström (1912–2007), direktör

    - Johan Anton Waldenström (1839–1879), läkare, professor
      - Henning Waldenström (1877–1972), läkare, professor i ortopedi
        - Jan Waldenström (1906–1996), läkare, professor
          - Johan Waldenström (1935–2012), läkare, docent
            - Ulrika Waldenström (född 1965), gift med Måns Danielson, företagsledare
              - Isak Danielson (född 1997), artist

      - Johan Anton Waldenström (1880–1965), läkare

    - Alfred Waldenström (1843–1925), häradshövding och politiker
      - Rudolf Waldenström (1883–1927), direktör[8]
        - Stig Waldenström (1917–1998), militär

      - Olof Waldenström (1900–1971), konsul
        - Johan Waldenström (1926–1986), konstnär

  - Fredrik Christoffer Waldenström (1801–1841), komminister i Råggärd (Tabell 21)
    - Herman Olof Waldenström (1837–1908), läkare i Åmål